# ABC Studios
ABC Studios er et tv-produktionsselskab, tidligere kendt som Touchstone Television. Touchstone blev grundlagt i Burbank, Californien i 1985, og skiftede til sit nuværende navn i maj 2007.
| Firma | Spire Denne artikel om et firma eller en virksomhed i USA er en spire som bør udbygges. Du er velkommen til at hjælpe Wikipedia ved at udvide den. |